# Chapter V: Unbent, Unbowed, Unbroken
Chapter V: Unbent, Unbowed, Unbroken (с англ. — «Глава V: Несгибаемый, непреклонный, несломленный»)  — пятый студийный альбом шведской пауэр-метал-группы HammerFall, вышедший в 2005 году на лейбле Nuclear Blast.

## Об альбоме
Тенденции к «потяжелению» и замедлению ещё более заметны. По мнению Эдуардо Ривадавия из AllMusic, альбом можно описать как «классический, винтажный хэви-метал». Для исполнения некоторых вокальных партий (в частности, в песне «Kings Of The 21st Century») группа пригласила вокалиста Конрада Ланта из блэк-метал-группы Venom.
На песню «Blood Bound» был снят клип, перекликающийся по сюжету с изображением на обложке.

## Список композиций
| №                   | Название                      | Автор(ы)                       | Длительность |
| ------------------- | ----------------------------- | ------------------------------ | ------------ |
| 1.                  | «Secrets»                     | Оскар Дроньяк, Йоаким Канс     | 6:06         |
| 2.                  | «Blood Bound»                 | Дроньяк, Канс                  | 3:49         |
| 3.                  | «Fury of the Wild»            | Дроньяк, Канс                  | 4:44         |
| 4.                  | «Hammer of Justice»           | Дроньяк, Канс                  | 4:37         |
| 5.                  | «Never, Ever»                 | Дроньяк                        | 4:05         |
| 6.                  | «Born to Rule»                | Дроньяк, Канс, Стефан Эльмгрен | 4:08         |
| 7.                  | «The Templar Flame»           | Дроньяк, Канс                  | 3:41         |
| 8.                  | «Imperial»                    | Дроньяк                        | 2:29         |
| 9.                  | «Take the Black»              | Дроньяк, Канс                  | 4:46         |
| 10.                 | «Knights of the 21st Century» | Дроньяк, Канс                  | 12:19        |
| Общая длительность: | Общая длительность:           | Общая длительность:            | 50:44        |

## Японские бонус-треки
1. Blood Bound (Instrumental) — 03:50
2. The Metal Age (Live) (Век Металла) — 05:46

## Синглы
- «Blood Bound» (2005)

## Участники записи
- Йоаким Канс — вокал
- Оскар Дроньяк — гитары, бэк-вокал, клавишные, тамбурин
- Стефан Эльмгрен — гитары (лидер, ритм, акустическая и 12-струнная), бэк-вокал
- Магнус Розен — бас-гитара
- Андерс Юханссон — ударные

### Приглашённые музыканты
- Конрад Лант — бас, вокал